# Final da Copa do Mundo de Clubes da FIFA de 2006
A final da Copa do Mundo de Clubes da FIFA de 2006 foi a 3ª final desta competição, realizada anualmente pela FIFA. Foi disputada no Estádio Internacional de Yokohama, em Yokohama, no dia 17 de dezembro, entre o Internacional, campeão da Copa Libertadores da América, e o Barcelona, campeão da Liga dos Campeões da UEFA.
O Internacional conquistou seu primeiro título mundial. A partida foi arbitrada pelo guatemalteco Carlos Batres.

## Caminhos até a final
| Internacional | Internacional | Copa do Mundo de Clubes da FIFA de 2006 | Barcelona    | Barcelona    |
| Time          | Resultado     | Copa do Mundo de Clubes da FIFA de 2006 | Time         | Resultado    |
| ------------- | ------------- | --------------------------------------- | ------------ | ------------ |
| Não disputou  | Não disputou  | Quartas de Final                        | Não disputou | Não disputou |
| Al-Ahly       | 2–1           | Semifinais                              | América      | 4–0          |

## Detalhes da partida

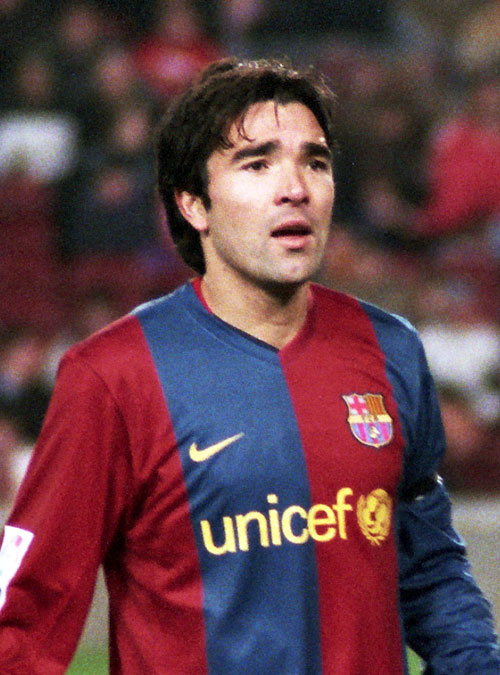
Apesar da derrota do Barcelona, Deco foi eleito o "Homem do jogo"

| Internacional | Barcelona |

| 17 de dezembro de 2006                                     |
| 19:20 - Estádio Internacional (Yokohama) - Público: 67 128 |

| Árbitro(s):                          |
| Principal: GUA Carlos Alberto Batres |
| Assistente 1: HON Carlos Pastrana    |
| Assistente 2: CRC Leonel Leal        |

| Internacional      | 1–0 (0–0) | Barcelona |
| Adriano Gabiru 82' |           |           |

| Internacional \| 1 \| - Clemer \| \| 2 \| - Ceará \| \| 3 \| - Índio 45' \| \| 4 \| - Fabiano Eller \| \| 5 \| - Wellington Monteiro \| \| 7 \| - Alex \| \| 8 \| - Edinho \| \| 9 \| - Fernandão \| \| 10 \| - Iarley 93' \| \| 11 \| - Alexandre Pato \| \| 15 \| - Rubens Cardoso \| |                       |
| Substituição Alex 17 Vargas Alexandre Pato 18 Luiz Adriano Fernandão 16 Adriano Gabiru 84' |                       |
| Treinador Abel Braga |                       |
| |                       |
| 1 | - Clemer              |
| 2 | - Ceará               |
| 3 | - Índio 45'           |
| 4 | - Fabiano Eller       |
| 5 | - Wellington Monteiro |
| 7 | - Alex                |
| 8 | - Edinho              |
| 9 | - Fernandão           |
| 10 | - Iarley 93'          |
| 11 | - Alexandre Pato      |
| 15 | - Rubens Cardoso      |

| 1  | - Clemer              |
| 2  | - Ceará               |
| 3  | - Índio 45'           |
| 4  | - Fabiano Eller       |
| 5  | - Wellington Monteiro |
| 7  | - Alex                |
| 8  | - Edinho              |
| 9  | - Fernandão           |
| 10 | - Iarley 93'          |
| 11 | - Alexandre Pato      |
| 15 | - Rubens Cardoso      |

| Barcelona \| 1 \| - Víctor Valdés \| \| 3 \| - Thiago Motta 55' \| \| 4 \| - Rafael Márquez \| \| 5 \| - Carles Puyol \| \| 7 \| - Eiður Guðjohnsen \| \| 8 \| - Ludovic Giuly \| \| 10 \| - Ronaldinho \| \| 11 \| - Gianluca Zambrotta \| \| 12 \| - Giovanni van Bronckhorst \| \| 20 \| - Deco \| \| 24 \| - Andrés Iniesta \| |                            |
| Substituição Gianluca Zambrotta 2 Belletti Thiago Motta 6 Xavi Eiður Guðjohnsen 18 Santiago Ezquerro |                            |
| Treinador Frank Rijkaard |                            |
| |                            |
| 1 | - Víctor Valdés            |
| 3 | - Thiago Motta 55'         |
| 4 | - Rafael Márquez           |
| 5 | - Carles Puyol             |
| 7 | - Eiður Guðjohnsen         |
| 8 | - Ludovic Giuly            |
| 10 | - Ronaldinho               |
| 11 | - Gianluca Zambrotta       |
| 12 | - Giovanni van Bronckhorst |
| 20 | - Deco                     |
| 24 | - Andrés Iniesta           |

| 1  | - Víctor Valdés            |
| 3  | - Thiago Motta 55'         |
| 4  | - Rafael Márquez           |
| 5  | - Carles Puyol             |
| 7  | - Eiður Guðjohnsen         |
| 8  | - Ludovic Giuly            |
| 10 | - Ronaldinho               |
| 11 | - Gianluca Zambrotta       |
| 12 | - Giovanni van Bronckhorst |
| 20 | - Deco                     |
| 24 | - Andrés Iniesta           |

Homem do jogo
- Deco

### Estatísticas
| Internacional |                                 | Barcelona |
| ------------- | ------------------------------- | --------- |
| 10            | Chutes                          | 17        |
| 5             | Chutes a gol                    | 6         |
| 1             | Gols                            | 0         |
| 2             | Escanteios                      | 11        |
| 0             | Gols contra                     | 0         |
|               |                                 |           |
| 30            | Passes errados                  | 39        |
| 20            | Desarmes                        | 12        |
| 25            | Faltas cometidas                | 15        |
| 5             | Impedimentos                    | 1         |
| 3             | Cartões amarelos                | 1         |
| 0             | Expulsão por 2º cartão amarelo  | 0         |
| 0             | Cartões vermelhos               | 0         |
|               |                                 |           |
| 25            | Tempo de bola em jogo (minutos) | 31        |
| 43            | Posse de bola (%)               | 57        |

## Premiações
| Copa do Mundo de Clubes da FIFA de 2006 |
| Brasil                                  |
| --------------------------------------- |
| Internacional Campeão (1° título)       |

Fair Play
| Fair play | Barcelona |

### Individuais
| Bola de Ouro     | Bola de Prata          | Bola de Bronze         |
| ---------------- | ---------------------- | ---------------------- |
| Deco (Barcelona) | Iarley (Internacional) | Ronaldinho (Barcelona) |